# Gillian Flynn
Gillian Flynn (Kansas City, 24 febbraio 1971) è una scrittrice, giornalista e sceneggiatrice statunitense.
Flynn ha pubblicato tre romanzi thriller: Sulla pelle, Nei luoghi oscuri e L'amore bugiardo da cui sono stati tratti due adattamenti cinematografici, L'amore bugiardo - Gone Girl (Gone Girl) e Dark Places - Nei luoghi oscuri (Dark Places), ed uno televisivo, Sharp Objects.

## Biografia
Gillian Flynn nasce a Kansas City il 24 febbraio 1971. Entrambi i genitori insegnavano presso il Metropolitan Community College nel Missouri. Frequenta la Bishop Miege High School di Roeland Park e si diploma nel 1989. Frequenta l'Università del Kansas di Lawrence (Kansas), dove ottiene una doppia laurea in Letteratura inglese e Giornalismo. Poi per due anni vive in California, scrivendo per una rivista di settore dedicata a professionisti delle risorse umane. In seguito, si trasferisce a Chicago per frequentare la Northwestern University, dove ottiene il master in Giornalismo nel 1997.

### Carriera
Dopo il master in Giornalismo, lavora freelance, per un breve periodo, per l'U.S. News & World Report. Nel 1998 inizia a lavorare per l'Entertainment Weekly, dove rimane fino al 2008.

## Opere
- Sulla pelle (Sharp Objects, 2006), Casale Monferrato, Piemme, 2008 traduzione di Barbara Murgia ISBN 978-88-384-8707-1.
- Nei luoghi oscuri (Dark Places, 2009), Milano, Piemme, 2010 traduzione di Barbara Murgia ISBN 978-88-566-0569-3.
- L'amore bugiardo (Gone Girl, 2012), Milano, Rizzoli, 2013 traduzione di Francesco Graziosi e Isabella Zani ISBN 978-88-17-05949-7.
- Un buon presagio (The Grownup, 2014), Milano, Rizzoli, 2016 traduzione di Alberto Cristofori ISBN 978-88-17-08773-5.

## Filmografia parziale

### Sceneggiatrice
- L'amore bugiardo - Gone Girl (Gone Girl), regia di David Fincher (2014)
- Widows - Eredità criminale (Widows), regia di Steve McQueen (2018)

### Produttrice
- Sharp Objects - miniserie TV, 8 episodi (2018)

## Film e serie televisive tratte dalle sue opere
- L'amore bugiardo - Gone Girl (Gone Girl), regia di David Fincher (2014) - tratto da L'amore bugiardo
- Dark Places - Nei luoghi oscuri (Dark Places), regia di Gilles Paquet-Brenner (2015) - tratto da Nei luoghi oscuri
- Sharp Objects - miniserie TV (2018) - tratto da Sulla pelle

## Riconoscimenti
- 2015 – Golden Globe
  - Candidatura per la miglior sceneggiatura per L'amore bugiardo - Gone Girl
- 2015 – British Academy Film Awards
  - Candidatura per la miglior sceneggiatura non originale per L'amore bugiardo – Gone Girl
- 2015 – Satellite Awards
  - Candidatura per la miglior sceneggiatura non originale per L'amore bugiardo – Gone Girl
- 2015 – Writers Guild of America Award
  - Candidatura per la miglior sceneggiatura non originale per L'amore bugiardo – Gone Girl
- 2014 – Critics' Choice Movie Award
  - Candidatura per la miglior sceneggiatura non originale per L'amore bugiardo – Gone Girl
- 2014 – Hollywood Film Awards
  - Miglior sceneggiatura per L'amore bugiardo – Gone Girl